# Die Sprache der Bienen
Die Sprache der Bienen ist eine Monografie des Verhaltensforschers Jürgen Tautz. Das Buch ist erstmals 2021 im Münchner Knesebeck Verlag erschienen, und es erreichte 2022 die zweite Auflage.

## Inhalt
Der Bienenexperte Jürgen Tautz befasst sich in dem Buch in einer kritischen Darstellung mit der Kommunikationsform Bienensprache, einem Teilgebiet der Forschungen über Honigbienen. Der Inhalt ist in vierzehn Abschnitte plus einem Anhang mit vier Abschnitten gegliedert. Der grundsätzliche Aufbau des Inhalts thematisiert drei in der bisherigen Verhaltensforschung an Honigbienen verfolgten Hypothesen zur Kommunikation:
1. Phase eins Schicken
2. Phase zwei Suchen
3. Phase drei Locken

Schon auf den ersten dreizehn Seiten,  einer Beschreibung der gegenwärtigen Problemlage, formuliert der Autor den Schlüsselsatz seiner Aussagen: „Die Nachtänzerinnen können allein auf der Basis der Informationen aus dem Tanz das gewünschte Ziel einer Futterquelle gar nicht erreichen.“
Tautz gibt danach einen kurzen Überblick zur Kommunikationsforschung an Honigbienen, die nachweislich mit Feldstudien von Aristoteles vor mehr als zweitausend Jahren begann und über Arbeiten von Charles Butler und Maurice Maeterlinck zu den fundamentalen Erkenntnissen des Karl von Frisch geführt haben. Deswegen trägt der nächste Abschnitt die Überschrift Mit Karl von Frisch beginnt die Blütezeit der Bienenforschung. Hier beschreibt der Autor in einer chronologischen Reihung die Erkenntnisse des Forschers von Frisch, die 1973 mit einem anteiligen Nobelpreis für Medizin geehrt wurde.
Trotz des Nobelpreises waren längst nicht alle Bienenforscher von der funktionellen Bedeutung der Bienentänze überzeugt. Seit den 1960er Jahren wurden abweichende Auffassungen insbesondere vom Biologen Adrian Wenner (* 1928) vertreten. Wenner und Kollegen haben in ihren Forschungen stärker die olfaktorische Wahrnehmungen der Honigbienen bei ihrer Futtersuche bekräftigt. Die neuen Erkenntnisse bewirkten eine anhaltende wissenschaftliche Kontroverse, über die Wenner und Wells im Jahr 1990 ein englischsprachiges Buch veröffentlichten.
Tautz beschreibt im nächsten Abschnitt die aufwändigen Experimente des Evolutionsbiologen James L. Gould, die er im Rahmen seiner Dissertation durchführte.
In den sich anschließenden drei Abschnitten werden Forschungsergebnisse aus dem Inneren des Bienenstockes sowie aus der Vermessung der Tanzfigur in Raum und Zeit verhandelt. Hier erkennt Tautz eine bemerkenswerte Redundanz der Informationen, wodurch deren Störanfälligkeiten reduziert werden. Gleichwohl reichen die Informationen aus dem Bienentanz zur Zielfindung nicht aus: Fliegt eine rekrutierte Biene in den angezeigten Sektor hinein, muss sie dort auf Hilfen treffen, die sie zum Ziel bringen, eine komplexe, mehrstufige Fernorientierung ersetzt die Vorstellung einer Tanzsprache, die Rekruten direkt zu einem Ziel bringen. In diesem Zusammenhang gelangt Tautz zu der These, dass die nur groben Ortsangaben des Tanzes im Bienenstock danach durch hinreichende Anschlussreize im Feld ergänzt werden müssen, um eine konkrete Futterquellen finden zu können. Als Anschlussreize werden Blütendüfte und die Kommunikation zwischen den Bienen im Feld genannt.
Zu den Anschlussreizen zählt Tautz die Kommunikation zwischen den Bienen, die sich im Schwarmverhalten zeigen, sowie das Pheromone Geraniol der Nasanov-Drüse als Botenstoff. Doch hinsichtlich der Duftstoffe fehlt es an Forschungen und deswegen stellt Tautz in dem Abschnitt Die Kommunikation zwischen Bienen neu denken die Frage „Welche Rolle spielt der Duft in der Bienenkommunikation?“ Hierzu, so stellt der Autor fest, liegen keine physiologischen Arbeiten vor.

## Anhang
Im Anhang befindet sich, neben einem Tipp zum Dressieren von Honigbienen, eine Liste von insgesamt 291 Literaturangaben sowie eine Erklärung einiger wichtiger Begriffe. Das Glossar hat einen Umfang von 25 Fachwörtern. In seinen Dankesworten richtet Jürgen Tautz speziell einen Dank an den Freiburger Entomologen Michael Boppre, der zu den Botenstoffe der Insekten forscht.

## Gestaltung
Das Buch, das einen Umfang von mehr als 250 Seiten hat, ist bibliophil gestaltet. Dazu gehören insgesamt 54 Abbildungen. In dieser Zahl eingeschlossen sind 24 farbige Grafiken der Grafikdesignerin Silke Arndt. Gleichsam wie ein Running Gag fliegen oder krabbeln gezeichnete Honigbienen über die Seiten sowie über die beiden Buchdeckel.

## Ausgaben
- Jürgen Tautz: Die Sprache der Bienen. Mit Grafiken von Silke Arndt. Knesebeck Verlag, München 2021 u. 2. Auflage 2022, ISBN 978-3-95728-503-4, Rezension.[19]